# Målsökare
Målsökare, militärförkortning MS, är elektronisk utrustning för att hitta (målsökning) och ge riktningen (och ibland avståndet) till ett mål som ska bekämpas med ett vapen. Målsökare kan delas in i aktiva målsökare som innehåller sändare och mottagare, passiva målsökare som endast innehåller en mottagare och semiaktiva målsökare som söker sig till den reflekterade energin från extern källa.
En vanlig typ är den som sitter i en robot. En sådan målsökare innehåller en sensor och en beräkningsenhet och är kopplad till robotens styrsystem. De vanligaste sensorerna är radar- eller IR-målsökare. Andra, mindre vanliga typer är kameramålsökare som använder det synliga ljuset eller signalsökande målsökare som styr mot en radar- eller radiosändare.
Målsökare för torpeder kan vara aktiva (sonar) eller passiva. Passiva målsökare styr mot bullret från fartygen.